# Braune Landschildkröte
Die Braune Landschildkröte oder Braune Waldschildkröte (Manouria emys) ist eine Art aus der Familie der Landschildkröten, die zur Gattung der Hinterindischen Landschildkröten gehört. Sie ist in zwei Unterarten im südlichen und südöstlichen Asien beheimatet. Es handelt sich bei ihr um die größte Landschildkrötenart, die in Asien vorkommt.

## Erscheinungsbild
Die Braune Landschildkröte gehört zu den großen Landschildkröten. Ihre Carapaxlänge beträgt bis zu 60 Zentimeter und sie wiegt bis zu 37 Kilogramm. Der hochrückige Panzer dieser Art ist dunkelbraun bis schwärzlich. Er weist mitunter orangefarbene Strahlenkränze auf. Die sehr massigen Gliedmaßen sowie der Kopf sind fast schwarz. Ausgewachsene Individuen haben auf der hinteren Seite der Oberschenkel stark vergrößerte Schuppen. Die Vorderbeine haben fünf Zehennägel. Die Hinterbeine haben dagegen nur jeweils vier Zehennägel. Männchen sind von den Weibchen durch den längeren und dickeren Schwanz sowie einen leicht konkav geformten Bauchpanzer unterscheidbar.

## Verbreitungsgebiet
Das Verbreitungsgebiet der Braunen Landschildkröte reicht von Assam im äußersten Osten Indiens über Bangladesch bis nach Myanmar, Thailand und Malaysia. Sie ist auch auf Sumatra und Borneo beheimatet. In Vietnam ist diese Schildkrötenart eingeführt.
Sie kommt in ihrem Verbreitungsgebiet in zwei Unterarten vor:
- Die Nominatform Manouria emys emys ist im Süden Thailands über Malaysia bis nach Borneo und Sumatra zu finden.
- Die Unterart Manouria emys pharyei kommt von Zentral-Thailand bis Myanmar und zum Nordosten Indiens sowie dem Osten Bangladeschs vor.

## Lebensraum und Lebensweise
Der Lebensraum der Braunen Landschildkröte sind immergrüne Wälder des tropischen Asiens. Sie ist hier vor allem im Hochland zu finden. Ihr bevorzugter Lebensraum weist eine Temperaturspanne von 13 bis 29 °C auf. Die relative Luftfeuchtigkeit liegt zwischen 60 und 100 Prozent. Braune Landschildkröten halten sich bevorzugt in der Nähe von Gewässern auf und liegen häufig über Stunden im Wasser. Bei sehr heißem Wetter graben sich die Braunen Landschildkröten auch in der feuchten Erde oder in Falllaub ein. Junge Braune Landschildkröten wachsen nur heran, wenn sie eine Umgebungstemperatur von mindestens 18 Grad haben. Die größte Aktivitätsphase zeigt diese Schildkrötenart in der Morgen- und Abenddämmerung.
Braune Landschildkröten sind überwiegend Pflanzenfresser. Sie fressen Gras, Gemüse, Blätter und Früchte. Sie sind aber auch schon dabei beobachtet worden, Wirbellose und Amphibien zu fressen.

## Fortpflanzung
Braune Landschildkröte hat eine für Schildkröten ungewöhnliche Fortpflanzungsweise. Die Weibchen bauen mit Hilfe ihrer Vorderbeine einen Nisthaufen aus Laub, Sand und Gras, der einen Durchmesser von 1 bis fast 2,5 Meter haben kann. Er ist zwischen 20 und 50 Zentimeter hoch. In diesem Haufen gräbt das Weibchen die Nistgrube. Sie nutzt dabei nicht die Vorderläufe, sondern ihren Kopf. Nach der Eiablage bedeckt das Weibchen unter Zuhilfenahme der Hinterbeine das Gelege und bewacht dieses. Fressfeinde werden von ihr durch Bisse und durch Wegschieben vertrieben. Wenn die Fressfeinde dafür zu flink sind, legt sie sich auch über die Nistgrube. Dieses Verhalten ist unter Schildkröten einzigartig. Keine andere Schildkrötenart zeigt ein vergleichbares Niveau an Elternfürsorge. Die Zeitdauer, in der diese Brutfürsorge gezeigt wird, beträgt zwischen 2 und 20 Tage.
Das jeweilige Gelege ist sehr groß. Es kann zwischen 31 und 60 Eier umfassen. Die Eier haben einen Durchmesser von 4,5 bis 5,4 Zentimeter und wiegen zwischen 53 und 80 Gramm. Die Zeitdauer, die vergeht bis aus den Eiern Jungtiere schlüpfen, hängt von der Umgebungstemperatur und der relativen Luftfeuchtigkeit ab. Die Jungtiere schlüpfen nach 62 bis 74 Tagen.

## Bestand
In verschiedenen Teilen Asiens werden Braune Landschildkröten gegessen und einzelne Körperteile zu Medizin verarbeitet. Der Handel mit dieser Art ist ein weiterer Faktor, der zu Bestandsrückgängen führt. Daneben wirkt sich eine zunehmende Habitatzerstörung negativ auf die Bestände aus und hat dazu geführt, dass es zu starken Bestandseinbrüchen in einzelnen Regionen ihres Verbreitungsgebietes gekommen ist.
Die IUCN ordnet die Art als stark gefährdet ein. Sie wird im Anhang II der Cites geführt.